# Щелоков, Александр Александрович
Александр Александрович Щелоков (род. 14 июля 1985, Арзамас, Горьковская область) — российский государственный деятель, мэр Арзамаса с 12 декабря 2018 года.

## Биография
Родился 14 июля 1985 года в Арзамасе.

Окончил Арзамасский государственный педагогический институт имени А. П. Гайдара (2007) и Нижегородский государственный технический университет (2007).

## Трудовая и политическая деятельность
- В 2006—2007 годах — помощник депутата Ивана Склярова в ЗакСе Нижегородской области.
- С 2006 года — участвовал в партийной работе Единой России, с 2008 года — член партии.
- С 28 февраля 2017 по февраль 2018 — заместитель руководителя аппарата Правительства Нижегородской области[1].
- С 6 февраля 2018 по ноябрь 2018 — руководитель аппарата Правительства Нижегородской области[2].
- С 14 ноября 2018 по декабрь 2018 — первый заместитель главы администрации Арзамаса, врио мэра[3].
- 12 декабря 2018 года вступил в полномочия мэра Арзамаса[4]
- 23 декабря 2020 года повторно вступил в должность мэра Арзамаса. Полномочия до 2025 года[5]
- С декабря 2020 года возглавляет Ассоциацию "Совет муниципальных образований Нижегородской области"[6].
- С июля 2022 года член президиума Регионального совета Нижегородской области[7].
- С августа 2022 года член Совета по развитию местного самоуправления при президенте РФ[8].

## Личная жизнь
Женат, воспитывает сына.